# Deadliest Catch
Deadliest Catch is een Amerikaans televisieprogramma geproduceerd door Original Productions en uitgezonden op Discovery Channel. In het programma wordt een aantal vissersboten gevolgd tijdens het krabseizoen op de Beringzee. Alle vissersboten zijn gestationeerd in Dutch Harbor in Alaska.
Deadliest Catch was op 15 april 2005 voor het eerst te zien in de Verenigde Staten. Inmiddels zijn er reeds 18 seizoenen uitgezonden op de Amerikaanse alsook de Nederlandse televisie, seizoen 19 is gestart op 17 mei 2023 op de Amerikaanse televisie en de eerste uitzending van seizoen 19 in Nederland start op 31 mei 2023 op Discovery Channel.

## Opzet
Telkens worden acht tot tien boten tegelijk gevolgd tijdens het gevaarlijke krabseizoen van oktober en dat van januari. De gevaren waar de vissers aan worden blootgesteld vallen ook ten deel aan de cameraploeg van Discovery Channel. Elke aflevering laat een verhaal zien van een of meerdere boten. Ook worden vaak specifieke crewleden gevolgd, de zogenaamde "greenhorns" oftewel de onervaren vissers ("groentjes").
Discovery Channel heeft ervoor gekozen om naast een cameraploeg op iedere boot er ook één te stationeren bij de Amerikaanse kustwacht die regelmatig reddingsacties onderneemt om in problemen geraakte schepen te hulp te komen. Er is geen presentator, maar alles wordt aan elkaar gepraat door een voice-over. Voor originele versie in de V.S. is dit Mike Rowe. De voice-over voor de V.K.-versie is Bill Petrie. Deze versie wordt ook in Nederland uitgezonden, voorzien van ondertiteling.

## Overlijdens

### Kapitein Phil Harris
Kapitein Phil Harris van het schip Cornelia Marie kreeg op 29 januari 2010 terwijl de Cornelia Marie krab aan het uitladen was in de haven van St. Paul Island, Alaska een ernstige beroerte. Phil Harris werd hierop snel naar Anchorage gevlogen voor operatie, na de operatie werd hij in een kunstmatige coma gehouden vanwege de intracraniële druk en zwelling op zijn hersenen door deze ingreep. Hij kwam nog wel uit zijn coma nadat zijn toestand verbeterde, kon nog praten en in handen knijpen en vertoonde verbeteringen, hierdoor kon zijn oudste zoon Josh nog afscheid van hem nemen Hij overleed later alsnog aan intracraniële bloedingen op 9 februari 2010.

### Justin Tennison
Justin Tennison bemanningslid van de Time Bandit is in de nacht van 21 februari 2011 overleden in een Alaskaans hotel in zijn slaap. Hij is maar 33 jaar geworden.

### Kapitein Tony Lara
Kapitein Tony Lara werd op zaterdagochtend 8 augustus 2015 dood aangetroffen, hij zou in zijn slaap zijn overleden aan een hartaanval.

## Prijzen
Deadliest Catch was genomineerd voor vier Emmy Awards voor het televisieseizoen van 2007. Een van de nominaties betrof die van beste non-fictieprogramma. Geen van de nominaties werd omgezet in een overwinning.